# 아흐마트 카디로프

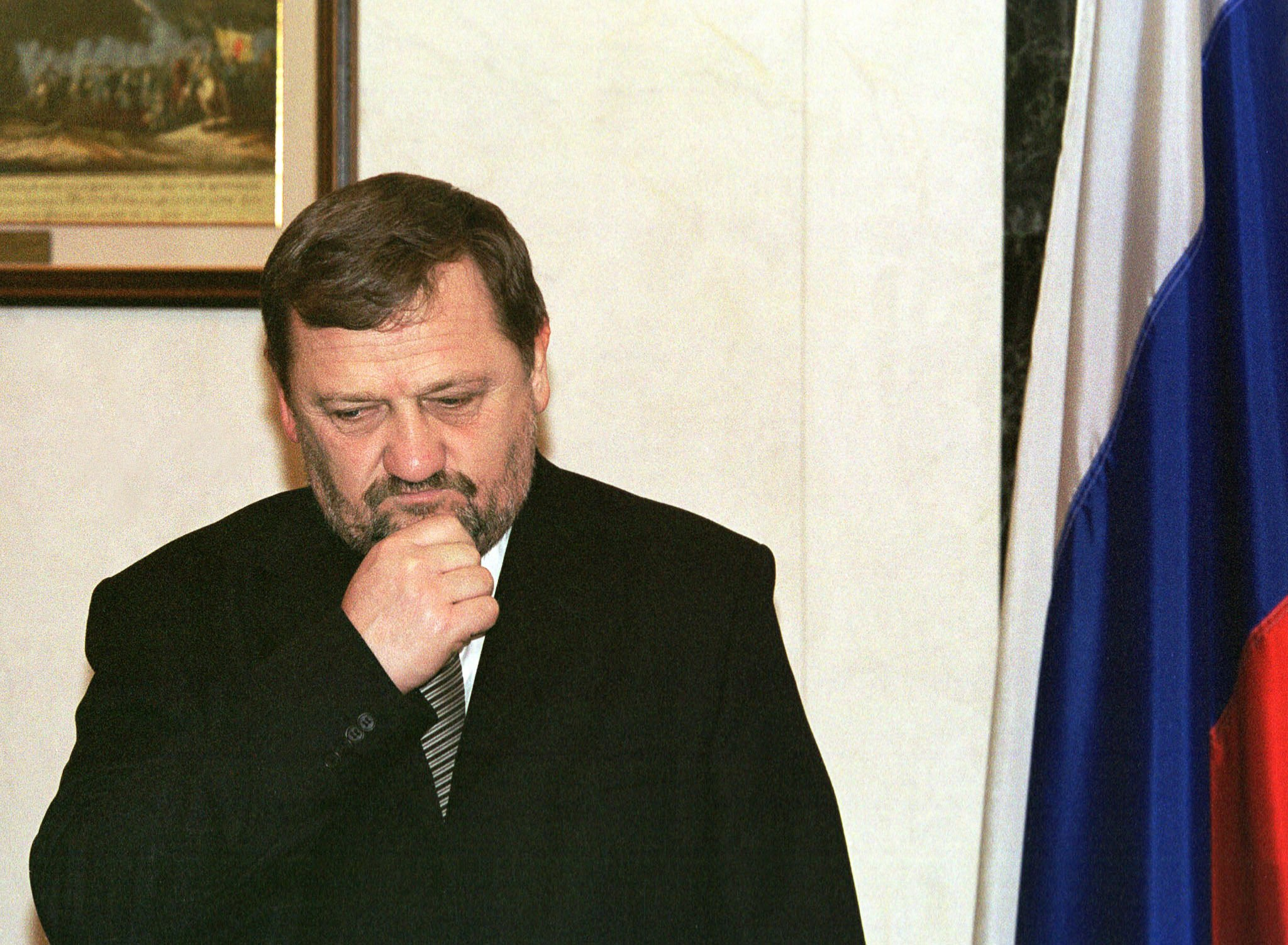
아흐마트 카디로프 (2002)

아흐마트하지 압둘하미도비치 카디로프(러시아어: Ахма́т-Хаджи́ Абдулхами́дович Кады́ров, 체첸어: КъадиргӀеран Ӏабдулхьамидан Ахьмад-Хьаьж 카디르게란 압둘하미단 아흐마드해지, 1951년 8월 23일~2004년 5월 9일)는 러시아 연방 체첸 공화국의 초대 대통령을 역임한 인물이다.
1951년 8월 23일 카자흐 소비에트 사회주의 공화국 카라간다 출생으로 카디로프의 가족들은 1957년 4월에 체첸인구시 ASSR에 속해 있었던 샬리스키 군 첸토로이로 이사를 했다. 소비에트 연방이 붕괴된 후 제1차 체첸 내전이 일어나자 카디로프는 조하르 두다예프를 지원하며 러시아에 대항했다. 이후 1997년 아슬란 마스하도프가 최초의 민선 대통령으로 선출되고 1999년 체첸의 다게스탄 침공을 계기로 마스하도프와 결별하였다.
1999년 반군 지도자 샤밀 바사예프가 다게스탄에 망명 정부를 세우자 러시아에 협조하기 시작했고 제2차 체첸 내전이 일어나자 러시아에 협력하게 된다. 2000년 6월 러시아 대통령 블라디미르 푸틴에 의해 초대 체첸 공화국 수반으로 지명되었고 2003년 10월 5일에 공식 취임하였다. 2004년 5월 9일 제2차 세계 대전 승전 행사에 참석했다가 체첸 반군의 소행으로 추정되는 폭탄 테러로 암살당했다.

## 같이 보기
- 제141특수기계화연대